# Technisches Tauchen

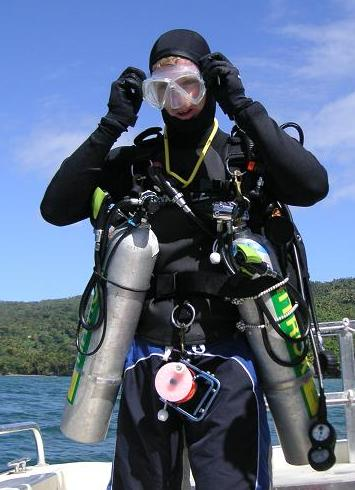
Ein technischer Taucher mit Sidemount-Konfiguration macht sich für einen Tauchgang bereit

Unter technischem Tauchen (auch Technical Diving, TecDiving, Tek-Tauchen, Tec-Tauchen o. Ä.) werden verschiedene Formen des fortgeschrittenen Sporttauchens zusammengefasst, bei denen zusätzliche oder spezielle Tauchausrüstung eingesetzt wird. Die Übergänge vom nicht-technischen zum technischen Tauchen sind fließend und hängen unter anderem von der festlegenden Tauchorganisation ab. Die verwendeten Techniken stammen unter anderem aus dem Berufstauchen und Forschungstauchen.

## Definitionen
Ursprünglich und namensgebend bezeichnete technisches Tauchen das Tauchen mit einem oder mehreren technischen Gasen anstelle von Druckluft als Atemgas. Ein technisches Gas ist hier ein verfahrenstechnisch gewonnenes Gas mit definierten Reinheitsanforderungen, was für die grundsätzliche gesundheitliche Eignung als Atemgas erforderlich ist.
Heute gibt es unterschiedliche, abweichende Definitionen des technischen Tauchens, die meist von den verschiedenen Tauchorganisationen spezifiziert wurden.
Zum einen wird heute oft das Tauchen mit relativ einfach zu handhabenden Gasen wie Nitrox nicht mehr dem technischen Tauchen zugerechnet. Zum anderen wird zum Teil das Tauchen mit Druckluft dann als technisches Tauchen angesehen, wenn gegenüber dem einfachen Nullzeit-Tauchen mit Druckluft im offenen Wasser deutlich erhöhte Anforderungen an Technik und/oder Taucher bestehen, etwa das Betauchen tieferer Höhlen oder das geplante Überschreiten der Nullzeit mit entsprechenden Dekompressionsphasen unter Wasser.
Die meisten Tauchorganisationen empfehlen Sporttauchern, eine Tauchtiefe von 40 Metern nicht zu überschreiten. Nur einige wenige Organisationen erlauben Sporttauchern sogar 50 oder 60 Meter. Alle tieferen Tauchgänge werden normalerweise dem technischen Tauchen zugerechnet.

## Geräte
Im Allgemeinen bringt das Tauchen in größeren Tiefen vier Problematiken des menschlichen Organismus mit sich, denen nur mit technischen Gasen und dazugehörigen technischen Geräten begegnet werden kann:
- Mit den zunehmenden Drücken in größeren Tiefen nimmt das menschliche Blut einen höheren Anteil an Stickstoff auf, sofern dieser im Atemgas vorhanden ist. Ein höherer Anteil führt hier auch zur schnelleren Aufnahme. Mit zunehmendem Stickstoffpartialdruck ergibt sich ein zunehmender Tiefenrausch, der das Urteilsvermögen und die Reaktionsfähigkeit vermindert und/oder zu lebensbedrohlicher Euphorie führt.
- Ein erhöhter Anteil von leichten Gasen wie Stickstoff oder Helium im Blut, der durch längeres Einatmen dieser Gase unter größeren Drücken (in entsprechenden Tiefen) zustande kommt, führt bei der Rückkehr zu geringeren Drücken in geringeren Tiefen zur Verflüchtigung. Es bilden sich dadurch Gasblasen im Blut, die bei zu schnellem Auftauchen oder ohne Dekompressionsstopps eine Schädigung des Blutkreislaufsystems bewirkten (Dekompressionskrankheit), die im Extremfall unmittelbar tödlich sein kann.
- Ab einem Partialdruck von 1,6 bar zeigen sich Effekte einer Sauerstofftoxikose auf das menschliche Nervensystem. Mit Luft (21 % Sauerstoff) als Atemgas tritt dies ab 1,6 / 0,21 = 7,6 bar ein, was einer Tauchtiefe von 66 Metern in Süßwasser entspricht.
- Unterhalb des atmosphärischen Partialdrucks von Sauerstoff (0,21 bar) nimmt die Aufnahme in der menschlichen Lunge stark ab, was ab 0,13 bar zur Erstickung führen kann, und schon ab 0,18 bar zu Verminderung der körperlichen Leistungsfähigkeit führt.

Grundsätzlich wird die normale Tauchausrüstung für tiefe und längerdauernde Tauchgänge benötigt. Diese wird aber erweitert und teilweise verändert:
Es werden zum Teil spezielle Gasgemische verwendet, zum Beispiel werden mehrere Atemgemische wie Trimix, Nitrox, Heliox und Hydreliox eingesetzt oder verschiedene Gasgemische für unterschiedliche Phasen des Tauchgangs werden benutzt, wie Travel Mix, Bottom Gas (verminderter Sauerstoffanteil zur Vermeidung toxischen Partialdrucks in großen Tiefen) und Deko Gas (erhöhter Sauerstoffanteil zur Verkürzung der Dekompressionszeit in geringen Tiefen, z. B. Nitrox50 für oberhalb von 21 m). Zu beachten ist hierbei, dass die Gemische, insbesondere das Bottom Gas (für den tiefsten Teil des Tauchganges), aufgrund ihres geringen Sauerstoffanteiles, teilweise an der Oberfläche nicht mehr gefahrlos geatmet werden können (ca. 16 % Sauerstoff).
Zudem kann bei den Atemgeräten zwischen Kreislauftauchgeräten – sogenannten Rebreathern – und einer Mischgasausrüstung aus Atemregler und Tauchcomputer (spezielle Mischgascomputer) ausgewählt werden. Auch selbstgebaute bzw. umgebaute Atemmasken werden verwendet und einfache Einrichtungen für die nasse Dekompression ebenso.
Oftmals werden zusätzliche Flaschen (Stages) mit verschiedenen Gasgemischen verwendet, z. B. beim Höhlentauchen.
Beim historischen Tauchen werden Helmtauchgeräte und Schlauchgeräte verwendet. Ein Spezialzubehör sind auch nasse, seltener trockene Unterwasserfahrzeuge (z. B. Tauchscooter, Aquascooter oder Tauchschlitten). Bei speziellen Tauchgängen werden beispielsweise auch Führungsleinen – im Höhlentauchen und Wracktauchen sowie als Sicherungsleinen beim Eistauchen – verwendet. Für den Unterwassereinsatz kommen selbstverständlich in einigen Fällen auch Vermessungsausrüstung oder Suchleinen vor.